# Izydor II Ksantopulos
Izydor II Ksantopulos, gr. Ισίδωρος Β΄ Ξανθόπουλος (zm. 31 marca 1462) – ekumeniczny patriarcha Konstantynopola od stycznia 1456 aż do śmierci.

## Życiorys
Niewiele wiadomo o jego życiu. Był jednym z mnichów klasztorów w Konstantynopolu. Był jednym z przeciwników unii florenckiej. Został patriarchą po ustąpieniu Gennadiusza II Scholara.